# Pedro Lessa
Pedro Augusto Carneiro Lessa (Serro, 25 de setembro de 1859 — Rio de Janeiro, 25 de julho de 1921) foi um jurista, magistrado, político e professor brasileiro.
Foi o primeiro ministro negro do Supremo Tribunal Federal.

## Biografia
Filho do coronel José Pedro Lessa e de Francisca Amélia Carneiro Lessa, era sobrinho do poeta Aureliano Lessa. Tendo concluído os seus estudos primários e secundários na província de Minas Gerais, deslocou-se em 1876 para São Paulo, onde se matriculou na Faculdade de Direito do Largo São Francisco. Formou-se em 1883, ao lado de nomes que se destacariam como os de David Campista, Bueno de Paiva, Martim Francisco Sobrinho e Júlio de Mesquita.

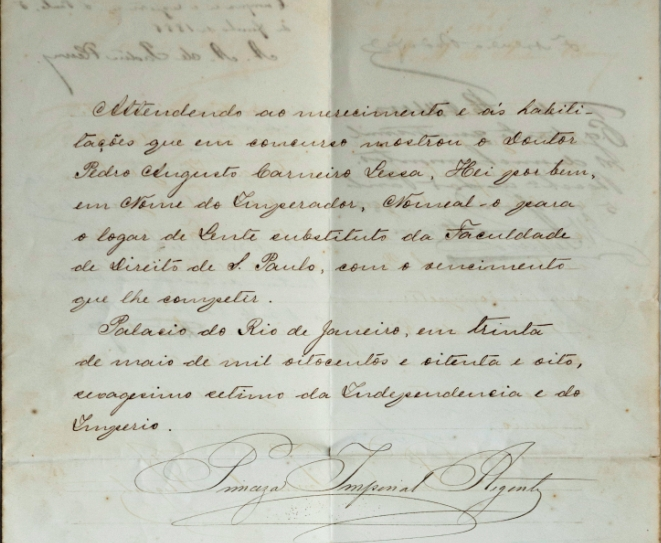
Nomeação assinada pela princesa Isabel para o cargo de professor em 30 de maio de 1888.

Em 1885, Pedro Lessa iniciou uma fecunda carreira pública, com a nomeação para o cargo de secretário da Relação de São Paulo. Dois anos mais tarde, em 1887, alcançou o primeiro lugar em concurso para docente na Faculdade de Direito de São Paulo. Sem que tivesse conseguido a nomeação, em 1888 voltou a prestar concurso, obtendo outra vez o primeiro lugar, e sendo nomeado em seguida como professor catedrático.
Foi nomeado chefe de polícia do Estado de São Paulo e eleito deputado à Assembleia Constituinte de São Paulo em 1891, tendo tomado parte dos trabalhos de elaboração da Constituição estadual.
Poucos anos mais tarde retirava-se da vida pública, para se dedicar exclusivamente ao magistério e à advocacia. Entretanto, em outubro de 1907 foi nomeado ministro do Supremo Tribunal Federal, quando da aposentadoria de Lúcio de Mendonça. Pedro Lessa era mulato e foi o primeiro afro-descendente a ser ministro do STF  (o segundo foi Hermenegildo Rodrigues de Barros), 96 anos antes de Joaquim Barbosa.
Como ministro do STF, foi responsável pela ampliação do instituto do "habeas-corpus" a casos não previstos na Constituição brasileira de 1891, contribuindo para a criação do mandado de segurança.
Eleito em 7 de maio de 1910 para a cadeira 11 da Academia Brasileira de Letras, sucedendo a Lúcio de Mendonça, foi recebido em 6 de setembro deste mesmo ano pelo acadêmico Clóvis Beviláqua. Recebeu, por sua vez, o acadêmico Alfredo Pujol.
Foi ativo integrante da Liga da Defesa Nacional, da qual foi um dos fundadores, a 7 de setembro de 1916. Pertenceu a várias instituições culturais, entre as quais o Instituto Histórico e Geográfico Brasileiro.[carece de fontes?]

## Obras
- 1899 - Interpretação dos Arts. 23, 34, 63 e 65 da Constituição Federal;[1]
- 1900 - É a história uma ciência? - Introdução à História da Civilização de Buckle (ensaio);
- 1909 - Dissertações e polêmicas - Estudos jurídicos;
- 1912 - Estudos de filosofia do Direito;
- 1915 - O determinismo psíquico e a imputabilidade e responsabilidade criminais;
- 1915 - Do Poder Judiciário;
- 1916 - Discursos e conferências.

## Homenagens
Na cidade do Rio de Janeiro existe uma  rua no centro da cidade que o homenageia, assim como uma escola da rede municipal, no bairro de Bonsucesso, a E. M. Pedro Lessa. 
Em Santos, no estado de São Paulo, existe uma avenida com o seu nome.
Na cidade de São Paulo, na avenida Paulista, existe o Fórum Ministro Pedro Lessa. Como também, é homenageado com seu nome dado a uma sala da Faculdade de Direito da Universidade de São Paulo, onde ele estudou.
No Serro, sua cidade natal no estado de Minas Gerais, um distrito tem o seu nome.
Na cidade mineira de São Miguel do Anta, há uma escola que leva o seu nome, a Escola Estadual Pedro Lessa. 
O diretório acadêmico, representação estudantil dos alunos do Curso de Direito do campus de Serro da PUC MINAS leva o nome de Diretório Acadêmico Ministro Pedro Lessa.
Também é homenageado na Faculdade Nacional de Direito da Universidade Federal do Rio de Janeiro, onde um dos auditórios leva seu nome.